# روي وليامز (كاتب مسرحي)
روي وليامز (بالإنجليزية: Roy Samuel Williams)‏ هو كاتب مسرحي بريطاني، ولد في 5 يناير 1968 في فولهام في المملكة المتحدة.

## روابط خارجية
- روي وليامز على موقع IMDb (الإنجليزية)